# 경주 일성왕릉
경주 일성왕릉(慶州 逸聖王陵)은 대한민국 경상북도 경주시에 있는 신라 7대 국왕 일성 이사금(재위 134∼154)의 무덤이다. 1969년 8월 27일 대한민국의 사적 제173호 신라일성왕릉으로 지정되었으나, 2011년 현재의 명칭으로 변경되었다.

## 개요
신라 7대 일성 이사금(재위 134∼154)의 무덤이다.
왕은 북쪽 변방에 침입하는 말갈인을 막고, 농토를 넓혀 제방을 쌓는 등 농업을 권장했으며, 백성들에게 금·은·보석의 사용을 금지하여 사치풍조를 멀리하게 했다.
왕릉은 높이 5.3m, 지름 15m의 둥글게 흙을 쌓아올린 원형 봉토무덤이다. 밑둘레에는 자연석을 이용하여 둘레돌을 둘렀으며, 내부는 굴식돌방무덤(횡혈식석실묘)이다. 무덤 앞 2단 축대는 경내를 보호하기 위해 최근에 만들어진 것이다.

## 같이 보기
- 일성 이사금

## 참고 자료
- 경주 일성왕릉 - 국가유산청 국가유산포털